# Babakan (Ciwaringin)
Babakan is een bestuurslaag in het regentschap Cirebon van de provincie West-Java, Indonesië. Babakan telt 6639 inwoners (volkstelling 2010).